# Tepeönü, Samsat
Tepeönü là một xã thuộc huyện Samsat, tỉnh Adıyaman, Thổ Nhĩ Kỳ. Dân số thời điểm năm 2011 là 43 người.